# Chrysopa bolivari
Chrysopa bolivari är en insektsart som beskrevs av Banks 1913. Chrysopa bolivari ingår i släktet Chrysopa och familjen guldögonsländor. Inga underarter finns listade i Catalogue of Life.